# Arm Holdings
Arm Holdings (колишня абревіатура Advanced RISC Machines) — британська корпорація, один з найбільших розробників і ліцензіарів архітектури RISC-процесорів (ARM), орієнтованих на використання в портативних і мобільних пристроях (телефонах, органайзерах тощо).
Arm Holdings не є виробником мікропроцесорів, однак ліцензує власну технологію іншим компаніям-виробникам: AMD, Atmel, Cirrus Logic, Intel, Marvell, NXP, Samsung, Qualcomm, MediaTek, Sony Ericsson, Texas Instruments, які, власне, і втілюють її в чипах.
Технологія Arm виявилася дуже успішною і є[коли?] домінуючою мікропроцесорною архітектурою для портативних цифрових пристроїв. Arm стверджує, що загальний обсяг мікропроцесорів, зроблених за ліцензіями, перевищує 2,5 мільярдів штук.
Окрім технологій CPU, Arm також розробляє та ліцензує графічні процесори Mali, які найчастіше зустрічаються в Android-планшетах та іноді в смартфонах. В графічному сегменті Arm конкурує з Imagination Technologies PowerVR, Qualcomm Adreno, Nvidia та розробками Intel.

## Історія
З 2016 по вересень 2020 Arm Holdings належала компанії SoftBank. 14 вересня 2020 року було оголошено про намір купівлі Arm компанією Nvidia, сума угоди мала бути близько 40 мільярдів доларів США. Запланована угода з поглинання компанією Nvidia, оголошена в 2020 році, провалилася в лютому 2022 року,, а SoftBank згодом вирішив провести первинне публічне розміщення акцій на Nasdaq у 2023 році, оцінивши Arm у US$54, 5 мільярдів.